# 姫路市立網干小学校
姫路市立網干小学校（ひめじしりつ あぼししょうがっこう）は、兵庫県姫路市網干区新在家に所在する公立小学校。

## 沿革
公式サイト「沿革」による。
- 1873年（明治6年） - 網干校区に旭洋校、鯉鱸校、南興校、浜陽校、長郎校、津川校の6校を創設。
- 1884年（明治17年） - 旭洋校に5校を統合して網干小学校と改称。
- 1891年（明治24年） - 網干町立網干尋常小学校と改称。
- 1899年（明治32年） - 現在地に移転。
- 1903年（明治36年）11月12日 - 高等科を併設し、網干町立網干尋常小学校と改称。同日を開校記念日とする。
- 1920年（大正9年） - 網干町立網干実業補習学校を附設。
- 1935年（昭和10年） - 校歌制定（作詞:井上赳、作曲:梁田貞）。
- 1941年（昭和16年） - 網干町立網干国民学校と改称。
- 1947年（昭和22年） - 姫路市立網干小学校と改称。
- 1976年（昭和51年） - 校区の一部を姫路市立網干西小学校として分離。

## 通学区域
- 網干区新在家、網干区余子浜、網干区大江島、網干区垣内本町、網干区垣内中町、網干区垣内東町、網干区垣内西町、網干区垣内南町、網干区垣内北町、網干区北新在家、網干区大江島寺前町、網干区大江島古川町、網干区網干浜[3]

全域が姫路市立網干中学校の通学区域となる。

## 通学区域が隣接している学校
- 姫路市立網干西小学校
- 姫路市立余部小学校
- 姫路市立旭陽小学校
- 姫路市立大津小学校
- 姫路市立南大津小学校
- 姫路市立広畑第二小学校 （海を挟んで隣接。）